# Кобылье молоко
Кобы́лье молоко́ — молоко, вырабатываемое в виде секрета молочных желёз млекопитающих кобылами домашней лошади (лат. Equus caballus) для кормления своих новорождённых жеребят и используемое людьми после дойки одомашненных и сельскохозяйственных животных коневодства в качестве пищевого продукта (питья) и/или сырья для производства разнообразных кулинарных изделий и блюд.

## Особенности кобыльего молока
Кобылье молоко представляет собой белую жидкость немного терпкого сладковатого вкуса. По сравнению с коровьим, в кобыльем молоке содержится в 1,5—2 раза меньше белков и жира и почти в 1,5 раза больше лактозы. Его используют для приготовления ценного диетического и лечебного продукта — кумыса, а также для производства косметики.

## Лактация
Период лактации, заключающий в себе образование, накопление и периодическое выведение молока, длится у кобылиц около девяти месяцев. Молоко образуется в вымени, состоящем из двух комплексов молочных желёз и двух сосков, расположенных в паховой области, между бёдрами.
Вымя кобыл состоит из четырёх молочных желёз у 93—95 % животных; у 5—7 % кобыл число молочных желёз больше четырёх (это явление называется полимастией). Сосков в вымени кобыл всегда только два. Большего количества сосков — полителии — у кобыл не зафиксировано. Поэтому в каждом соске у 93—95 % животных расположено по два выходных отверстия от двух молочных желёз. У 5—7 % кобыл число выходных отверстий от молочных желёз больше двух. Количество молочных желёз в каждой половине вымени кобыл может быть как симметричным, так и асимметричным.
Молоко синтезируется из крови в экзокринных (молочных) железах, в эпителиальных клетках альвеол, которые расположены радиально вокруг молочных протоков, соединяющихся между собой и открывающиеся в молочные цистерны. Молоко образуется из составных частей крови, проходящей через вымя кобылицы. Необходимое количество крови для синтезации одного килограмма (по другим данным — одного литра) молока составляет около 500 литров. Образование молока происходит в четыре стадии:
- «фильтрация» необходимых компонентов из крови;
- синтез составных частей молока в секреторных клетках железы;
- накопление молока внутри цитоплазмы секреторных клеток;
- отделение молока в полость альвеол и другие ёмкости молочной железы.

Синтез молока происходит из аминокислот, глюкозы, нейтрального жира и свободных жирных кислот крови, с образованием соответственно белков, молочного сахара-лактозы и жира молока.

## Состав молока
Состав молока кобылы значительно отличается от состава молока коровы и других домашних и диких животных. По сравнению с коровьим молоком, в нём содержится в 1,5—2 раза меньше белков и жира и почти в 1,5 раза больше лактозы. Кислотность молока низкая — около 6°Т ({{{1}}}), плотность — 1032÷1034 кг/м³. Молоко кобылиц обладает высокой биологической ценностью. Его белки и жир хорошо усваиваются. Энергетическая ценность 100 г продукта составляет 49 ккал (204 кДж).
Сравнительная таблица содержания основных компонентов в различных видах молока (%)
|                   | Вода | Белок всего | Казеин | Глобулин и альбумин | Жир  | Лактоза | Минеральные вещества |
| ----------------- | ---- | ----------- | ------ | ------------------- | ---- | ------- | -------------------- |
| Женское молоко    | 87,1 | 0,9         | 0,4    | 0,5                 | 4,0  | 7,1     | 0,2                  |
| Кобылье молоко    | 88,8 | 2,5         | 1,3    | 1,2                 | 1,9  | 6,2     | 0,5                  |
| Коровье молоко    | 87,3 | 3,4         | 2,8    | 0,6                 | 3,9  | 4,7     | 0,7                  |
| Козье молоко      | 86,7 | 3,2         | 2,6    | 0,6                 | 3,5  | 4,3     | 0,8                  |
| Верблюжье молоко  | 86,4 | 3,5         | 2,6    | 0,9                 | 4,5  | 4,9     | 0,7                  |
| Овечье молоко     | 82,0 | 5,5         | 4,6    | 0,9                 | 7,2  | 4,8     | 0,8                  |
| Молоко самки кита | 62,4 | 12,0        | 8,2    | 3,8                 | 22,2 | 1,8     | 1,7                  |

### Белки
По количеству и составу белков, а также содержанию лактозы кобылье молоко приближается к женскому. Оно относится к молоку альбуминовой группы — на долю казеина в нём приходится всего только 50÷60 % общего количества белков. Поэтому при свёртывании кобыльего молока не образуется плотного сгустка, белок выпадает в осадок в виде нежных мелких хлопьев. Белки имеют хорошо сбалансированный аминокислотный состав.
Кобылье молоко содержит следующие белки: альфа-лактальбумин, бета-лактальбумин, лактоферрин, сывороточный альбумин, лизоцим, иммуноглобулин.
Лизоцим и лактоферрин, являющиеся компонентами иммунной системы организма, защищают от патогенных микроорганизмов и разрушают их в самом молоке и пищеварительной системе. В особенности лизоцим, составляющий 5 % от общего количества протеина, играет решающую роль в бактерицидном действии кобыльего молока. В коровьем молоке лизоцима, в противоположность, содержится в шесть раз меньше. Содержание лизоцима (мг/100 мл): кобылье молоко — 80, женское — 50, коровье — 13. Помимо своего ферментативного действия лизоцим имеет антивирусные, иммуностимулирующие, противоопухолевые и противораковые свойства.
Кроме лизоцима в кобыльем молоке присутствуют также и другие ферменты: амилаза, каталаза, липаза, пероксидаза, фосфатаза, малат- и лактат-дегидрогеназа, лактотрансферрин, которые способствуют процессу пищеварения и поддерживают защитную систему организма.
Гликопротеин лактоферрин содержащийся в кобыльем молоке оказывает антибактериальное и антиоксидантное воздействие, а также оказывает позитивное влияние на воспалительные процессы и имеет иммунорегулирующие функции.
Имеющиеся в молоке иммуноглобулин IgM выполняет роль рецептора, распознающего антигены, иммуноглобулин IgA защищает слизистые оболочки дыхательных, мочеполовых путей и желудочно-кишечного тракта от инфекций.

### Жиры
Жир молока имеет низкую температуру плавления — 21÷23 °C, содержит по сравнению с жиром коровьего молока меньше насыщенных, но больше ненасыщенных жирных кислот. Количество полиненасыщенных жирных кислот в нём почти в 10 раз выше, чем в коровьем.
Содержание насыщенных жирных кислот в различных видах молока (в % к общему количеству жирных кислот)
|                       | Женское молоко | Кобылье молоко | Коровье молоко | Козье молоко | Овечье молоко |
| --------------------- | -------------- | -------------- | -------------- | ------------ | ------------- |
| Масляная кислота      | —              | —              | 3,3            | 4,0          | 3,2           |
| Капроновая кислота    | следы          | следы          | 1,6            | 2,3          | 2,1           |
| Каприловая кислота    | следы          | 1,8            | 1,3            | 2,3          | 2,1           |
| Каприновая кислота    | 1,3            | 5,1            | 3,0            | 8,3          | 6,4           |
| Лауриновая кислота    | 3,1            | 6,2            | 3,6            | 3,4          | 3,7           |
| Миристиновая кислота  | 5,1            | 5,7            | 9,5            | 10,9         | 10,5          |
| Пальмитиновая кислота | 20,2           | 23,8           | 26,3           | 33,7         | 25,7          |
| Стеариновая кислота   | 5,9            | 2,3            | 14,6           | 10,6         | 14,3          |

Содержание мононенасыщенных жирных кислот в различных видах молока (в % к общему количеству жирных кислот)
|                          | Женское молоко | Кобылье молоко | Коровье молоко | Козье молоко | Овечье молоко |
| ------------------------ | -------------- | -------------- | -------------- | ------------ | ------------- |
| Пальмитолеиновая кислота | 5,7            | 7,8            | 2,3            | 1,1          | 2,1           |
| Олеиновая кислота        | 46,4           | 20,9           | 29,8           | 20,3         | 24,8          |

Содержания полиненасыщенных жирных кислот в различных видах молока (в % к общему количеству жирных кислот)
|                           | Женское молоко | Кобылье молоко | Коровье молоко | Козье молоко | Овечье молоко |
| ------------------------- | -------------- | -------------- | -------------- | ------------ | ------------- |
| Линолевая кислота         | 13,0           | 14,9           | 2,4            | 2,6          | 2,9           |
| Альфа-линоленовая кислота | 1,4            | 12,6           | 0,8            | 0,6          | 2,1           |

### Углеводы
Углеводов в кобыльем молоке содержится в 1,5 раза больше, чем в коровьем молоке. Молочный сахар в кобыльем молоке представлен в основном лактозой, которая полностью усваивается организмом. Лактоза кобыльего молока легче расщепляется ферментами желудочно-кишечного тракта человека, чем углеводы коровьего молока. Высокое содержание молочного сахара в кобыльем молоке определяет интенсивность бродильных процессов в нём — спиртового и молочнокислого — при приготовлении кумыса.
В первых порциях молозива кобыл лактозы содержится мало — 2,99—3,40 %. Постепенно количество молочного сахара повышается и уже через сутки достигает 5,00—5,50 %. Через двое суток концентрация лактозы становится равной уже 5,50—5,60 %, через 5—10 дней — 5,60—5,80 %, а к 15—20-му дню с момента выжеребки приближается к 6,00 % и более.
Максимальное количество лактозы в кобыльем молоке наблюдается через 1—3 месяца после выжеребки (6,40—7,00 %), а затем начинается постепенное её снижение. На 5—6-м месяцах лактации молочного сахара в молоке содержится уже менее 6,00 %. Однако, даже в конце лактации концентрация лактозы в молоке кобыл не опускается ниже 5,50 %, и лишь у кобыл, идущих в запуск, её количество может снижаться до 4,00 % (Яворский В. С., 2001). В целом чуть больше молочного сахара содержится в молоке местных аборигенных пород (в среднем 6,70 %), несколько меньше — в молоке заводских пород лошадей (в среднем 6,67 %). Наибольшее содержание молочного сахара по всем приведённым исследованиям наблюдалось в молоке лошадей якутской породы — абсолютного лидера по содержанию лактозы в молоке кобыл (от 7,20 % до 9,05 %) (Т. В. Аммосова, 1971; Степанов К. М., 2010; Павлова А. И., 2014). У помесей башкирской породы тяжеловозного типа молочного сахара содержалось в среднем 6,51 %, у помесей рысистого типа — 6,35, а у местных башкирских кобыл — 6,25 %. В исследованиях Д. И. Лазарева (2007) было установлено, что среди заводских пород лошадей выше, чем у других, содержание лактозы наблюдалось в молоке кобыл чистокровной верховой породы; этот же автор сообщал о низкой изменчивости содержания массовой доли лактозы в молоке кобыл — около 4,30 %.

### Витамины
Кобылье молоко богато содержанием витаминов. Так, например, в молоке кобыл было выявлено много водо- и жирорастворимых витаминов: витамина A содержалось до 300 мкг/л, витамина C — до 135 мг (больше, чем в любом другом продукте животного происхождения), витамина E — 650—1000 мкг/л, пантотеновой кислоты — 1600 мкг/л, витаминов B1 и B2 по 370—390 мкг/л, витамина B12 — 2,52 мкг/л, биотина — 11,2 мкг/л.
По данным Сохтаева М. К. (1970) в молоке кобыл карабаирской породы содержалось 96,4 мг/л витамина C. По сообщению Аверьянова Г. А. и Бекназарова З. А. (1984) у кобыл казахской и башкирской пород содержание витамина C в мае было 92,8 мг/л, а в июне-июле 134 мг/л. Н. И. Барабанщиков и М. Фролова (1953) связывали содержание в кобыльем молоке витаминов A и E с наличием этих витаминов в рационах лошадей. По данным Т. Т. Грищенко (1964) содержание витаминов группы В в молоке кобыл зависело как от сезона года, так и от состава кормов, а содержание витамина C в течение года колебалось от 85 до 125 мг/л.
В одном литре кобыльего молока содержится суточная норма потребности взрослого человека в витамине C (70—100 мг), в 1,5-2 литрах — в витамине A (1,5 мг), а в 100 граммах — в витамине B12.
Кобылье молоко значительно превосходит коровье по содержанию аскорбиновой кислоты (витамина C), её количество может достигать 13 мг/м³ и более, однако оно содержит меньше рибофлавина (витамина B2).
|                            | Женское молоко | Кобылье молоко | Коровье молоко | Козье молоко | Овечье молоко |
| -------------------------- | -------------- | -------------- | -------------- | ------------ | ------------- |
| Pетинол (A) (µg)           | 600,0          | 120,0          | 400,0          | 680,0        | 500,0         |
| Витамин D (µg)             | 1,0            | 12,5           | 0,7            | н.д.         | н.д.          |
| Витамин E (µg)             | 4000,0         | 700,0          | 1000,0         | н.д.         | н.д.          |
| Витамин K (µg)             | 20,0           | 12,0           | 35,0           | н.д.         | н.д.          |
| Тиамин (B1) (µg)           | 150,0          | 300,0          | 450,0          | 490,0        | 480,0         |
| Pибофлавин (B2) (µg)       | 370,0          | 300,0          | 1750,0         | 1500,0       | 2300,0        |
| Никотинамид (B3) (µg)      | 1800,0         | 1400,0         | 900,0          | 1870,0       | 4500,0        |
| Пантотеновая к. (B5) (µg)  | 2500,0         | 3000,0         | 3500,0         | 3200,0       | 3500,0        |
| Витамин B6 (µg)            | 7,0            | 250,0          | 500,0          | 170,0        | 300,0         |
| Биотин (B7) (µg)           | 31,0           | 110,0          | 35,0           | 39,0         | 90,0          |
| Фолиевая кислота (B9) (µg) | 40,0           | 80,0           | 55,0           | 10,0         | 54,0          |
| Цианокобаламин (B12) (µg)  | 0,4            | 33,0           | 4,05           | 1,0          | 5,0           |
| Аскорбиновая к. (C) (mg)   | 45,0           | 150,0          | 20,0           | 15,0         | 4,0           |

### Минеральные вещества
Минеральных веществ в кобыльем молоке содержится в два раза меньше, чем, например, в коровьем. Так как осмотическое давление в молоке обеспечивается балансом между содержанием лактозы и минеральными веществами, то повышенное содержание лактозы в кобыльем молоке приводит к снижению в последнем количества минеральных веществ. В зависимости от породы и индивидуальных особенностей животных, заметных отклонений в минеральном составе кобыльего молока не наблюдается, но имеются некоторые изменения состава минеральных веществ в течение лактации. У кобыл наибольшее количество золы было отмечено в молозиве (0,5—0,6 %). С 1-го до 7-го месяца лактации содержание золы в молоке колебалось от 0,405 до 0,302 %. По данным Сэнгээ Ш. (1960) в молоке кобыл монгольской породы золы содержалось несколько больше 0,47—0,50 %. В исследованиях Басс С. П., Лебедевой Е. В. и Семеновой Л. И. (2012) содержание золы в молоке русских тяжеловозных кобыл было очень высоким 0,72—0,73 %. Из минеральных веществ молока кобыл на долю фосфора приходилось 0,123—1,140 %, а на долю кальция 0,094—0,115 %. Максимальное количество фосфора в секрете молочных желёз кобыл обнаруживалось через 24 часа после первого сосания жеребёнка (H. Britze, 1991). Интересно, что максимальному содержанию фосфора в молоке соответствовало минимальное его количество в крови кобыл (H. Dittrich, 1993). Из микроэлементов в молоке кобыл были обнаружены кобальт, медь, марганец, кремний, алюминий и титан. По сравнению с коровьим молоком в молоке кобыл несколько больше наблюдалось кобальта и меди, но меньше содержалось марганца (H. Dittrich, 1993).

## История
Кобылье молоко использовалось человеком со времени одомашнивания лошадей. Ещё древнегреческий историк Геродот сообщал о том, что скифы доили кобыл и употребляли кобылье молоко в пищу в виде кисломолочного продукта.
Многие народы, которые занимались кочевым животноводством, использовали кумыс как продукт питания в значительных количествах. Так, в конце ХIХ — начале XX века в животноводческо-земледельческих районах Казахстана в среднем на одну семью в год потребляли по 148 вёдер кумыса. Кумыс — ценный пищевой продукт. Он лучше других напитков утоляет жажду и повышает аппетит. По содержанию питательных веществ и энергетической ценности кумыс может конкурировать со многими продуктами питания. В настоящее время в ряде стран кобылье молоко широко используется в питании населения: Монголия, Казахстан, Таджикистан, Кыргызстан и ряд других. Давние традиции употребления кобыльего молока в качестве продукта питания имеются в некоторых регионах Российской Федерации, таких как Башкортостан, Саха (Якутия), Татарстан, Тыва, Калмыкия и некоторых других. Продуктивное коневодство в настоящее время является самым быстро растущим сегментом отрасли коневодства в нашей стране и даёт 19,8 % валовой продукции отрасли (Хотов А. В., 2010).
Уже давно кобылье молоко и кумыс применяются в качестве лечебных средств. Основатель кумысолечения в России Н. В. Постников так вкратце характеризовал свойства кумыса: «…лечит, питает, обновляет» (Постников Н. В., 1886). Решением министерства здравоохранения РСФСР натуральный кумыс был признан лечебным средством (Мироненко М., 1984). Кумыс применялся при лечении костного, лёгочного и почечного туберкулёза (Сигрист А. В., 1935), желудочно-кишечных и сердечно-сосудистых заболеваний (Мамиш М. Г., 1933), при авитаминозах, нарушениях обмена веществ, заболеваниях нервной системы (Сигрист А. В., 1938). По данным Берлина П. Ю. (1935, 1938) жир кобыльего молока, благодаря большому содержанию полиненасыщенных жирных кислот, тормозит развитие туберкулёзных бактерий, поэтому употребление кумыса, молока кобыл и конины издавна применялись при лечении туберкулёза.
Продолжительное время в ряде хозяйств Российской Федерации кумыс успешно применялся в ветеринарной практике при лечении глазных и гинекологических заболеваний, нарушениях деятельности желудочно-кишечного тракта, при лечении различных ран у лошадей, крупного и мелкого рогатого скота (Семенищев А. И., 1983). Кумыс применялся также для профилактики диспепсий у молодняка лошадей, свиней, крупного рогатого скота (Семенищев А. И., 1983).
По химическому составу молоко кобыл больше, чем молоко других сельскохозяйственных животных, приближено к женскому молоку. Оно может применяться в качестве заменителя женского молока для грудных детей, благодаря своему составу (Барминцев Ю. Н., 1991). Так, например, белок лактоферрин считают основным фактором неспецифического иммунитета новорождённого ребёнка, получающего грудное молоко в качестве основного источника питания (García-Montoya I.A.et al., 2012). А в кобыльем молоке лактоферрина примерно на 1 % больше, чем в коровьем молоке (Jenssen H. and Hancock R.E.W., 2009). Лактопероксидаза — основной фермент молока кобыл, который инактивирует чужеродные микроорганизмы за счёт бактериостатического либо бактерицидного действия (Bafort F.et al., 2014). В Германии из кобыльего молока изготовляют заменитель женского молока «Equilac» (Бухвостова И., 1992). Использованию кобыльего молока в промышленном производстве детского питания Российской Федерации препятствует только одно обстоятельство — малый объём производимого кобыльего молока.
Глубокие исторические корни имеет использование кобыльего молока и кумыса в косметике. По преданиям ещё египетская царица Клеопатра для сохранения своей красоты принимала ванны с молоком кобылиц и ослиц. На ряде предприятий Германии, Франции и Австрии в настоящее время выпускается широкий спектр косметической продукции из молока кобыл: мази, гели, шампуни, мыло и т. д. (Бухвостова И., 1992), (Лазарев Д. И., 2004).
В 2001—2010 годах численность лошадей в нашей стране возросла на 143,2 тысячи голов или на 23,5 %. Рост численности лошадей произошёл в основном за счёт дальнейшего развития в Российской Федерации продуктивного коневодства, в том числе и молочного. Молочное коневодство, в связи с изменением роли коневодства в целом в народном хозяйстве нашей страны, становится все более важной отраслью животноводства.
Ценно и то, что при кормлении лошадей в молочном коневодстве применяются только натуральные продукты. Не используются в молочном коневодстве и синтетические кормовые добавки, а также продукты, содержащие генетически модифицированные организмы.
Популярно производство кобыльего молока в европейских странах. Так, производство кобыльего молока в ФРГ осуществляется в 40 специализированных хозяйствах. Кроме Германии, кобылье молоко производят в Австрии, Голландии, Италии, Бельгии, Финляндии и ряде других европейских стран. В Бельгии, например, имеется более 30 ферм по производству кобыльего молока, большинство этих ферм расположены во Фландрии, две из которых являются наиболее крупными. Производство кобыльего молока на этих фермах является основным видом их деятельности и средством существования. Первая ферма в Бельгии по производству кобыльего молока — Horse Dairy Farm Brabanderhof — открылась в 1997 году. И в Германии, и в Бельгии подобные молочные фермы снабжают местные больницы кобыльим молоком. В Нидерландах производство кобыльего молока, хотя и не имеет пока такого широкого распространения как в Германии, также является весьма перспективным бизнесом. Во Франции насчитывается до 30 молочно‐товарных ферм по производству кобыльего молока. Так, на молочно‐товарной ферме Натали и Ксавье Нио (Domaine dе Merens dе Bibractе) ежегодно производится до 3000 литров (750 галлонов) кобыльего молока. Диапазон производимой во Франции из кобыльего молока продукции достаточно широкий и включает в себя сырье, непастеризованное молоко для питья, а также косметические изделия.
Молочное коневодство в Российской Федерации имеет резко выраженный зональный характер размещения. В числе регионов, где молочное коневодство является самостоятельной отраслью животноводства, могут быть названы Астраханская, Оренбургская, Новосибирская, Омская, Тюменская, Томская, Иркутская, Читинская области, Алтайский и Красноярский края, республики: Башкортостан, Марий Эл, Калмыкия, Бурятия, Тува, Саха (Якутия).
В промышленных масштабах кумыс производится вообще в ограниченном круге территорий: в республиках Марий Эл и Башкортостан. Есть отдельные фермы и сезонное производство кумыса в Республике Саха (Якутия), Астраханской, Тульской, Калужской, Рязанской областях и некоторых других регионах.
Сегодня в Российской Федерации примерно 100 предприятий круглогодично производят кумыс из кобыльего молока. Получаемое кобылье молоко используется, в основном, для производства только одного продукта — кумыса.
Первое место среди субъектов России по поголовью лошадей (около 150 тысяч голов) занимает Республика Башкортостан. По производству кумыса республика также в лидерах. Если в 2006 году производством кумыса занимались только в 27 районах Башкирии, то в 2010 году — уже в 45 районах. За последние четыре года производство кумыса в республике увеличилось в 4 раза, а по сравнению с 2000 годом — в 2,5 раза. Башкирия является районом исторически сложившегося кумысоделия и кумысолечения. В Башкирии функционируют климато-кумысолечебные противотуберкулёзные санатории: им. Аксакова, Алкино, Глуховская, Шафраново, Юматово. Эти санатории имеют собственные конефермы и цеха по производству кумыса, который как лечебный фактор используется круглый год. Кумысолечение применяют также в противотуберкулёзных санаториях Воронежской, Челябинской, Волгоградской, Курганской, Новосибирской, Ульяновской областей, Республике Марий Эл. Производится сейчас в России около четырёх тысяч тонн кобыльего молока в год, из них три тысячи тонн надаивают в Башкирии, при потребности только лечебных учреждений страны — 20 тысяч тонн. А общая потребность в кобыльем молоке в Российской Федерации ещё больше. Как полагают С. А. Веремеенко и другие. (2011), суточная потребность в молоке кобыл в Российской Федерации составляет около 100 тонн или 36,5 тысяч тонн молока в год.